# Moffans-et-Vacheresse
Moffans-et-Vacheresse är en kommun i departementet Haute-Saône i regionen Bourgogne-Franche-Comté i östra Frankrike. Kommunen ligger i kantonen Lure-Sud som tillhör arrondissementet Lure. År 2022 hade Moffans-et-Vacheresse 613 invånare.

## Befolkningsutveckling
Antalet invånare i kommunen Moffans-et-Vacheresse
| Referens: INSEE |